# Chiyo-Kenchoguchi (métro de Fukuoka)
Chiyo-Kenchoguchi (千代県庁口駅, Chiyo-Kenchōguchi-eki) est une station de la ligne Hakozaki du métro de Fukuoka. Elle est située dans l'arrondissement de Hakata à Fukuoka au Japon.

## Situation sur le réseau
Établie en souterrain, Chiyo-Kenchoguchi est située au point kilométrique (PK) 1,2 de la ligne Hakozaki. Elle est située entre la station Gofukumachi, en direction du terminus ouest Nakasu-Kawabata, et la station Maidashi-Kyudaibyoinmae, en direction du terminus est Kaizuka.

## Histoire
La station Chiyo-Kenchoguchi est mise en service le 27 avril 1984, lors de l'ouverture du prolongement de la ligne Hakozaki à Maidashi-Kyudaibyoinmae.

## Services aux voyageurs

### Accès et accueil
La station est ouverte tous les jours.

### Desserte
Chiyo-Kenchoguchi est desservie par les rames de la ligne Hakozaki :
- voie 1 : direction Kaizuka
- voie 2 : direction Nakasu-Kawabata (interconnexion avec la ligne Kūkō pour Meinohama)

Installations et desserte
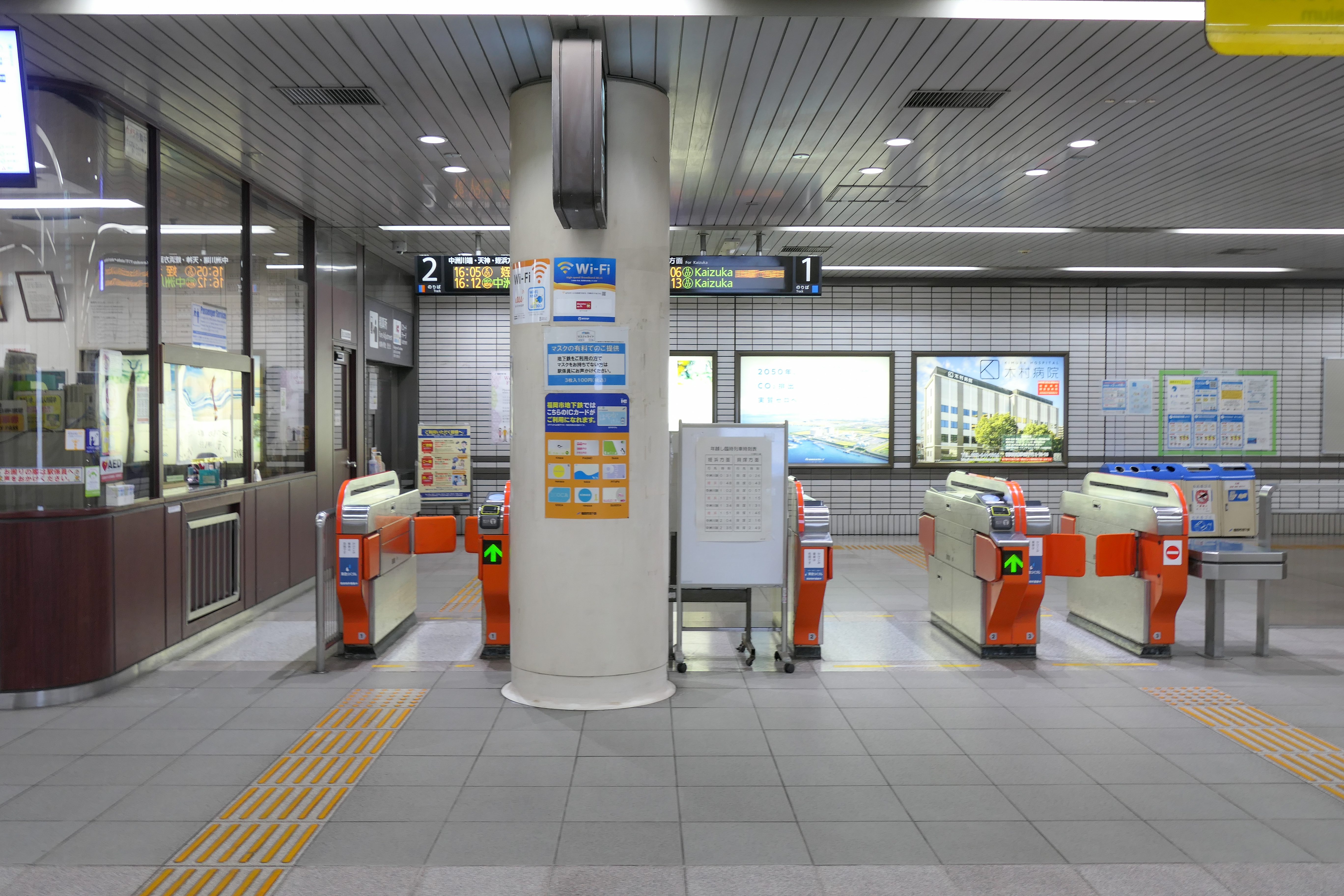
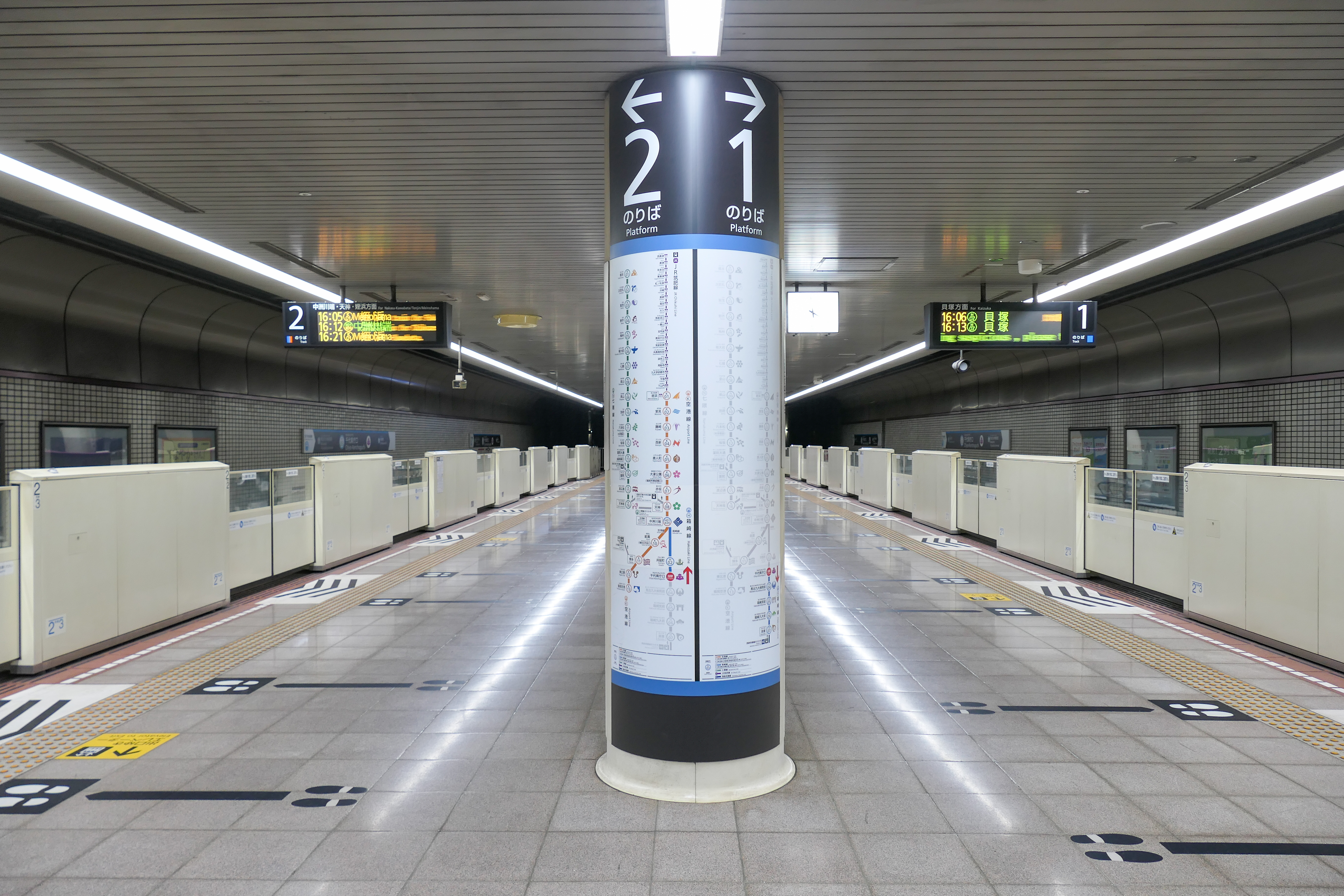

## À proximité
- Sōfuku-ji